# Emina Bektasová
Emina Bektasová (* 30. března 1993 Německo) je americká profesionální tenistka. Ve své dosavadní kariéře na okruhu WTA Tour nevyhrála žádný turnaj. V sérii WTA 125 vybojovala jednu singlovou trofej. V rámci okruhu ITF získala osm titulů ve dvouhře a dvacet šest ve čtyřhře.
Na žebříčku WTA byla ve dvouhře nejvýše klasifikována v listopadu 2023 na 82. místě a ve čtyřhře v červenci 2022 na 78. místě.

## Soukromý život
Narodila se roku 1993 v Německu do rodiny Jasmina a Selmy Bektašových, bosenských uprchlíků před válkou v Bosně a Hercegovině. S rodiči pak v dětském věku pokračovala v emigraci do Spojených států, kde se rodina usídlila v Indianapolisu.
Střední školu New Braunfels High School absolvovala roku 2011 v texaském New Braunfels, jednom ze severních předměstí San Antonia, kde trénovala v Tenisové akademii Johna Newcombea. Následně v letech 2011–2015 vystudovala bakalářský stupeň na Michiganské univerzitě, za níž hrála univerzitní tenis. Po ukončení studia se v roce 2016 stala profesionálkou.
Její manželkou se stala britská deblová spoluhráčka Tara Mooreová.

## Tenisová kariéra
V rámci okruhu ITF debutovala během července 2012, když na turnaj v indianském Evansville dotovaný 10 tisíci dolary obdržela divokou kartu. V úvodním kole podlehla Číňance Tuan Jing-jing z třetí světové stovky. Premiérový titul v této úrovni tenisu vybojovala o rok později v Evansville během července 2013, kde ovládla dvouhru a po boku krajanky Brooke Bolenderové i čtyřhru. V singlovém finále přehrála nejvýše nasazenou Američanku Brooke Austinovou z páté stovky žebříčku.

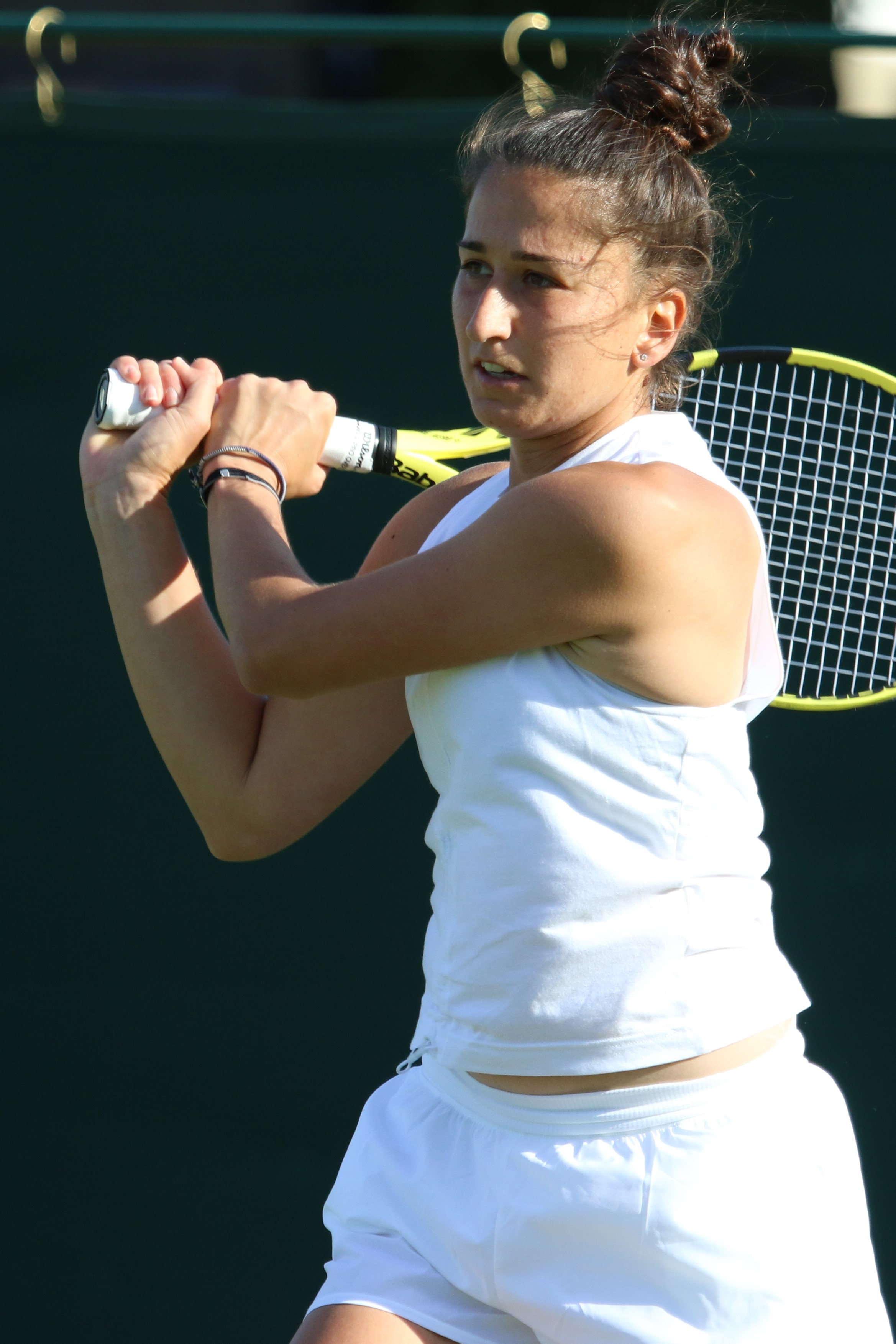
Bekhend v kvalifikaci Wimbledonu 2022

Debut v hlavní soutěži nejvyšší grandslamové kategorie zaznamenala ve smíšené soutěži US Open 2016, do níž s Evanem Kingem získali divokou kartu. V prvním kole podlehli americko-maďarské dvojici Butorac a Babosová. Čtyřhru si poprvé zahrála opět na divokou kartu na US Open 2017. V páru s Amandou Anisimovovou opustily soutěž po porážce od Jang Čao-süan a Šúko Aojamové. Do první čtyřhry na túře WTA mimo grandslam zasáhla během dubnového Monterrey Open 2018 s Australankou Priscillou Honovou. Vyřazeny ale byly znovu v prvním duelu.
Na 80tisícovém turnaji ITF v Albuquerque, hraném v září 2017, porazila na cestě do finále druhou nasazenou Sofii Keninovou, Sabrinu Santamariovou, Sesil Karatančevovou i Francouzku Shérazadu Reixovou. V boji o titul zdolala krajanku Mariu Sanchezovou po dvousetovém průběhu. V singlové kvalifikaci okruhu WTA Tour debutovala únorovým Abierto Mexicano Telcel 2018 v Acapulku, kde ji do hlavní soutěže nepustila Ukrajinka Dajana Jastremská. Dvouhru si tak premiérově zahrála na srpnovém Silicon Valley Classic 2021 v San José po zvládnutí kvalifikačního turnaje. V úvodní fázi však nenašla recept na Francouzku Caroline Garciaovou ze sedmé světové desítky. Do deblového semifinále se probojovala s manželkou Tarou Mooreovou ve čtyřhře Livesport Prague Open 2021. Premiérové finále na túře WTA odehrála s Mooreovou na Copa Colsanitas 2022 v Bogotě. Ze závěrečného utkání turnaje však odešly poraženy od australsko-indonéského páru Astra Sharmaová a Aldila Sutjiadiová. Mooreová byla po bogotském finále pozitivně testována na doping, když vzorek A obsahoval metabolity zakázaného nandrolonu a boldenonu. Mezinárodní agentura pro bezúhonnost tenisu ji tak podmíněně pozastavila účast na okruzích. Do grandslamové dvouhry Bektasová premiérově postoupila ve Wimbledonu 2022 po zvládnuté tříkolové kvalifikaci, v jejímž závěru vyřadila šestnáctou nasazenou Francouzku Fionu Ferrovou. Na úvod singlové soutěže však podlehla Biance Andreescuové.
Do premiérového čtvrtfinále okruhu WTA Tour postoupila jako kvalifikantka na travnatém Libéma Open 2023 v 's-Hertogenboschi. Semifinále si poprvé zahrála na říjnovém Korea Open 2023 v Soulu, kde ji do závěrečného utkání dvouhry nepustila Jüan Jüe. První trofej v sérii WTA 125 vybojovala v témže měsíci na mexickém Abierto Tampico 2023. Na její raketě postupně dohrály Renata Zarazúová, Ajla Tomljanovićová, nejvýše nasazená světová třiačtyřicítka Caroline Dolehideová, turnajová pětka Kamilla Rachimovová a ve finále čtvrtá nasazená Anna Kalinská. V rozhodující sadě finále přitom jako první ztratila podání. Po srovnání pak rozhodla ziskem závěrečného tiebreaku. O týden později, 6. listopadu 2023, debutovala v první světové stovce žebříčku na 82. místě. Ve 30 letech, 7 měsících a 7 dnech se stala historicky třetí nejstarší debutantkou v Top 100.

## Finále na okruhu WTA Tour
| Legenda                  |
| ------------------------ |
| D – dvouhra; Č – čtyřhra |
| Grand Slam (0)           |
| Turnaj mistryň (0)       |
| WTA 1000 (0)             |
| WTA 500 (0)              |
| WTA 250 (0–1 Č)          |

### Čtyřhra: 1 (0–1)
| Stav       | č. | datum      | turnaj           | kategorie | povrch | spoluhráčka   | soupeřky ve finále                 | výsledek         |
| ---------- | -- | ---------- | ---------------- | --------- | ------ | ------------- | ---------------------------------- | ---------------- |
| Finalistka | 1. | duben 2022 | Bogotá, Kolumbie | WTA 250   | antuka | Tara Mooreová | Astra Sharmaová Aldila Sutjiadiová | 6–4, 4–6, [9–11] |

## Finále série WTA 125
| Legenda                  |
| ------------------------ |
| D – dvouhra; Č – čtyřhra |
| WTA 125 (1–0 D)          |

### Dvouhra: 1 (1–0)
| Stav    | č. | datum      | turnaj          | povrch | soupeřka ve finále | výsledek           |
| ------- | -- | ---------- | --------------- | ------ | ------------------ | ------------------ |
| Vítězka | 1. | říjen 2023 | Tampico, Mexiko | tvrdý  | Anna Kalinská      | 6–3, 3–6, 7–6(7–3) |

## Tituly na okruhu ITF
| Legenda         | Legenda         |
| --------------- | --------------- |
| Turnaje W100    | Turnaje W80     |
| Turnaje W75/W60 | Turnaje W50     |
| Turnaje W35/W25 | Turnaje W15/W10 |

### Dvouhra (8 titulů)
| Č. | datum         | turnaj                          | kategorie | povrch  | poražená finalistka     | výsledek           |
| -- | ------------- | ------------------------------- | --------- | ------- | ----------------------- | ------------------ |
| 1. | červenec 2013 | Evansville, Spojené státy       | W10       | tvrdý   | Brooke Austinová        | 4–6, 6–4, 6–3      |
| 2. | říjen 2016    | Ciudád de Mexico, Mexiko        | W10       | tvrdý   | Victoria Rodriguezová   | 6–3, 6–1           |
| 3. | září 2017     | Albuquerque, Spojené státy      | W80       | tvrdý   | Maria Sanchezová        | 6–4, 6–2           |
| 4. | říjen 2021    | Las Vegas, Spojené státy        | W60       | tvrdý   | Juriko Lily Mijazakiová | 6–1, 6–1           |
| 5. | listopad 2022 | Funchal, Portugalsko            | W25       | tvrdý   | Ashley Laheyová         | 2–6, 6–3, 6–2      |
| 6. | březen 2023   | Pretorie, Jihoafrická republika | W25       | tvrdý   | Lina Glušková           | 3–6, 6–3, 7–6(8–6) |
| 7. | květen 2023   | Kurume, Japonsko                | W60       | koberec | Ma Jie-sin              | 7–5, 5–7, 6–1      |
| 8. | květen 2024   | Kurume, Japonsko                | W75       | koberec | Arina Rodionovová       | 7–6(1), 3–6, 6–3   |

### Čtyřhra (26 titulů)
| Č.  | datum         | turnaj                           | kategorie | povrch  | spoluhráčka           | poražené finalistky                             | výsledek              |
| --- | ------------- | -------------------------------- | --------- | ------- | --------------------- | ----------------------------------------------- | --------------------- |
| 1.  | červenec 2013 | Evansville, Spojené státy        | W10       | tvrdý   | Brooke Bolenderová    | Denise Muresanová Jacqueline Wuová              | 6–3, 6–4              |
| 2.  | leden 2016    | Saint Martin, Guadeloupe         | W10       | tvrdý   | Alexa Bortlesová      | Alexandra Morozovová Keren Šlomová              | 6–4, 6–2              |
| 3.  | květen 2016   | Antalya, Turecko                 | W10       | tvrdý   | Sarah Leeová          | Ayla Aksuová Julia Stamatovová                  | 6–0, 6–3              |
| 4.  | září 2016     | Lubbock, Spojené státy           | W25       | tvrdý   | Catherine Harrisonová | Ema Burgić Bucková Renata Zarazúová             | 6–3, 6–4              |
| 5.  | říjen 2016    | Stillwater, Spojené státy        | W25       | tvrdý   | Ronit Yurovská        | Giuliana Olmosová Nazari Urbinová               | 6–4, 6–7(6–8), [10–6] |
| 6.  | říjen 2016    | Ciudád de Mexico, Mexiko         | W10       | tvrdý   | Jessica Wacniková     | Alexia Coutiño Castillová Victoria Rodriguezová | 6–3, 6–4              |
| 7.  | březen 2017   | Orlando, Spojené státy           | W15       | antuka  | Sanaz Marandová       | Chiara Schollová Marcela Zacaríasová            | 6–1, 6–3              |
| 8.  | duben 2017    | Pelham, Spojené státy            | W25       | antuka  | Sanaz Marandová       | Amanda Carrerasová Tena Lukasová                | bez boje              |
| 9.  | duben 2017    | Dothan, Spojené státy            | W60       | antuka  | Sanaz Marandová       | Kristie Ahnová Lizette Cabrerová                | 6–3, 1–6, [10–2]      |
| 10. | květen 2017   | Charleston, Spojené státy        | W60       | antuka  | Alexa Guarachiová     | Kaitlyn Christianová Sabrina Santamariová       | 5–7, 6–3, [10–5]      |
| 11. | květen 2017   | Naples, Spojené státy            | W25       | antuka  | Sanaz Marandová       | Danielle Collinsová Taylor Townsendová          | 7–6(7–1), 6–1         |
| 12. | květen 2017   | Naples, Spojené státy            | W25       | antuka  | Alexa Guarachiová     | Sophie Changová Ulrikke Eikeriová               | 6–3, 6–1              |
| 13. | červenec 2017 | Auburn, Spojené státy            | W25       | tvrdý   | Alexa Guarachiová     | Ellen Perezová Luisa Stefaniová                 | 4–6, 6–4, [10–5]      |
| 14. | září 2019     | Redding, Spojené státy           | W25       | tvrdý   | Tara Mooreová         | Catherine Harrisonová Paige Houriganová         | 6–3, 6–1              |
| 15. | říjen 2019    | Florence, Spojené státy          | W25       | tvrdý   | Tara Mooreová         | Olivia Tjandramuliová Marcela Zacariasová       | 7–5, 6–4              |
| 16. | leden 2021    | Rome, Spojené státy              | W60       | tvrdý   | Tara Mooreová         | Olga Govorcovová Jovana Jovićová                | 5–7, 6–2, [10–8]      |
| 17. | únor 2021     | Orlando, Spojené státy           | W25       | tvrdý   | Tara Mooreová         | Conny Perrinová Camila Osoriová                 | 7–5, 2–6, [10–5]      |
| 18. | březen 2021   | Dubaj, SAE                       | W25       | tvrdý   | Tara Mooreová         | Berfu Cengizová İpek Özová                      | 7–5, 4–6, [10–7]      |
| 19. | červen 2021   | Santo Domingo, Dominikánská rep. | W25       | tvrdý   | Quinn Gleasonová      | Kelly Willifordová Ana Carmen Zambureková       | 7–5, 6–4              |
| 20. | červen 2021   | Sumter, Spojené státy            | W25       | tvrdý   | Catherine Harrisonová | Paige Houriganová Aldila Sutjiadiová            | 7–5, 6–4              |
| 21. | leden 2022    | Traralgon, Austrálie             | W60       | tvrdý   | Tara Mooreová         | Catherine Harrisonová Aldila Sutjiadiová        | 0–6, 7–6(7–1), [10–8] |
| 22. | únor 2023     | Irapuato, Mexiko                 | W60       | tvrdý   | Ingrid Neelová        | Elixane Lechemiová Quinn Gleasonová             | 7–6(7–4), 3–6, [10–6] |
| 23. | březen 2023   | Pretorie, Jihoafrická republika  | W25       | tvrdý   | Lina Glušková         | Tímea Babosová Georgina García Pérezová         | 6–3, 4–6, [13–11]     |
| 24. | duben 2023    | Šarm aš-Šajch, Egypt             | W25       | tvrdý   | Eudice Chongová       | Darja Astachovová Jekatěrina Reyngoldová        | 6–2, 6–4              |
| 25. | květen 2023   | Fukuoka, Japonsko                | W60       | koberec | Lina Glušková         | Ma Jie-sin Alana Parnabyová                     | 7–5, 6–3              |
| 26. | červen 2024   | Surbiton, Spojené království     | W100      | tráva   | Aleksandra Krunićová  | Sarah Beth Greyová Tara Mooreová                | 6–1, 6–1              |